# Keratoisis tangentis
Keratoisis tangentis is een zachte koraalsoort uit de familie Isididae. De koraalsoort komt uit het geslacht Keratoisis. Keratoisis tangentis werd in 1976 voor het eerst wetenschappelijk beschreven door Grant. 